# 村田禎介
村田 禎介（むらた ていすけ、1905年3月31日 – 1969年12月22日）は、日本の実業家。村田機械創業者。旧姓：岩城。

## 略歴
明治38年（1905年）小浜市湯岡、岩城喜左衛門の3男として出生。大正8年 – 今富尋常高等小学校高等科卒業、嶋長商店入店。
大正9年 – 京都市 村田直商店入店。昭和8年 – 村田家入籍、同社専務。昭和10年 – 西陣ジャカード機製作所設立。
昭和14年 – 東亜機械製造株式会社設立。昭和20年 – 村田繊維機械株式会社、村田産業株式会社設立。
昭和37年 – 村田機械株式会社設立、京都商工会議所副会頭、会頭代行。
昭和42年 – 藍綬褒章受章、機械振興協会賞受賞。昭和44年（1969）- 12月22日死去、勲三等瑞宝章受章、京都南禅寺に葬る。